# جيمس روبرتسون جستيس
جيمس روبرتسون جستيس (بالإنجليزية: James Robertson Justice)‏ (و. 1907 – 1975 م) هو عالم طيور، وصحفي، ولاعب هوكي الجليد، وممثل تعبيري، وممثل أفلام بريطاني، كان عضوًا في حزب العمال، توفي عن عمر يناهز 68 عاماً.

## مناصب
تولى منصب Rector of the University of Edinburgh ‏
.

## التعليم
تعلم في كلية لندن الجامعية، وتعلم في جامعة بون، وتعلم في كلية مارلبورو
.

## الخدمة العسكرية
خدم في البحرية الملكية البريطانية.

## وصلات خارجية
- جيمس روبرتسون جستيس على موقع IMDb (الإنجليزية)
- جيمس روبرتسون جستيس على موقع ألو سيني (الفرنسية)
- جيمس روبرتسون جستيس على موقع أول موفي (الإنجليزية)
- جيمس روبرتسون جستيس على موقع قاعدة بيانات الأفلام السويدية (السويدية)
- جيمس روبرتسون جستيس على موقع إن إن دي بي (الإنجليزية)
- جيمس روبرتسون جستيس على موقع ديسكوغز (الإنجليزية)
- جيمس روبرتسون جستيس على موقع قاعدة بيانات الفيلم (الإنجليزية)
- جيمس روبرتسون جستيس على موقع كينوبويسك (الروسية)